# پسامتیک دوم
پسامتیک دوم (همچنین پسامتیکوس یا پسامتیکو نیز نوشته می‌شود) پادشاه سلسله بیست و ششم مصر مستقر در سائیس (۵۹۵–۵۸۹ پیش از میلاد) بود. پیش‌نام او، Nefer-Ib-Re، به معنای «زیبا قلب [از] رع است.» او پسر نخو دوم بود.

## مبارزات و نبردها
پسامتیک دوم در سال ۵۹۲ پیش از میلاد به نوبیا حمله کرد و تا سوم یا حتی چهارمین آبشار مروارید نیل پیشروی کرد، طبق یک سنگ یادبود هم دوره از تبس (کرنک)، که به سال سوم حکومت این پادشاه برمی‌گردد و به آن اشاره دارد، شکست سنگینی بر پادشاهی کوش وارد شد. گرافیتو معروفی که به زبان یونانی بر روی پای چپ مجسمه عظیم نشسته رامسس دوم در ضلع جنوبی ورودی معبد ابوسیمبل نوشته شده‌است، نوشته‌است:
هنگامی که پادشاه پسامتیکوس (یعنی پسامتیک دوم) به الفانتین آمد، این را کسانی نوشتند که با پسامتیکوس پسر تئوکلس دریانوردی کردند و تا آنجا که رودخانه اجازه می‌داد از کرکیس فراتر رفتند. کسانی که به زبان‌های خارجی صحبت می‌کردند (یونانی و کاریانی که نام خود را نیز بر روی بنای یادبود خراشیده بودند) توسط Potasimto رهبری می‌شدند و مصریان توسط آمازیس.
کرکیس در نزدیکی پنجمین آبشار مروارید رود نیل که به خوبی در داخل پادشاهی کوشی قرار داشت قرار داشت.

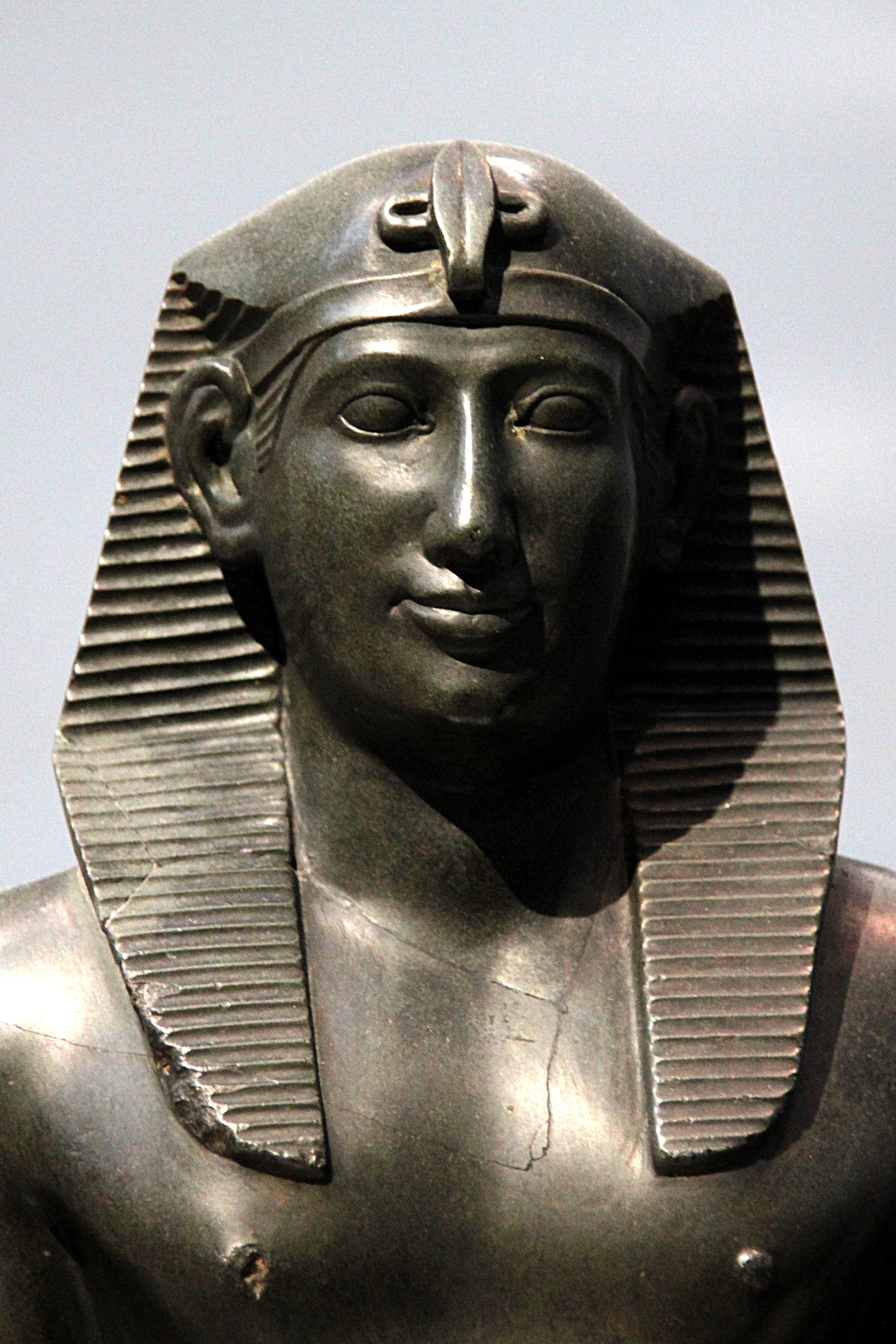
مجسمه پسامتیک دوم. موزه لوور

این اولین رویارویی مصر و نوبیا از زمان سلطنت تانتامانی بود. یک پادشاه کوشی به نام آنلامانی قدرت پادشاهی نپته را احیا کرده بود. لشکرکشی پسامتیک دوم احتمالاً برای از بین بردن هر گونه آرزوی آتی که کوشی‌ها برای تسخیر مجدد مصر داشتند آغاز شد. ارتش مصر طی یک سری نبردهای شدید به سمت پنابس (کرمه) و پایتخت شهر نپته پیشروی کرد، جایی که معابد آن را غارت کردند و مجسمه‌های کوشی سلطنتی را ویران کردند. پایتخت کوشی در زمان پادشاه بومی کوشی آسپلتا که برادر کوچکتر آنلامانی و پسر سنکامانیسکن بود غارت شد. سنگ یادبود سال سوم کرنک مربوط به روز دوم شمو دهم سلطنت پسامتیک دوم است و می‌گوید:

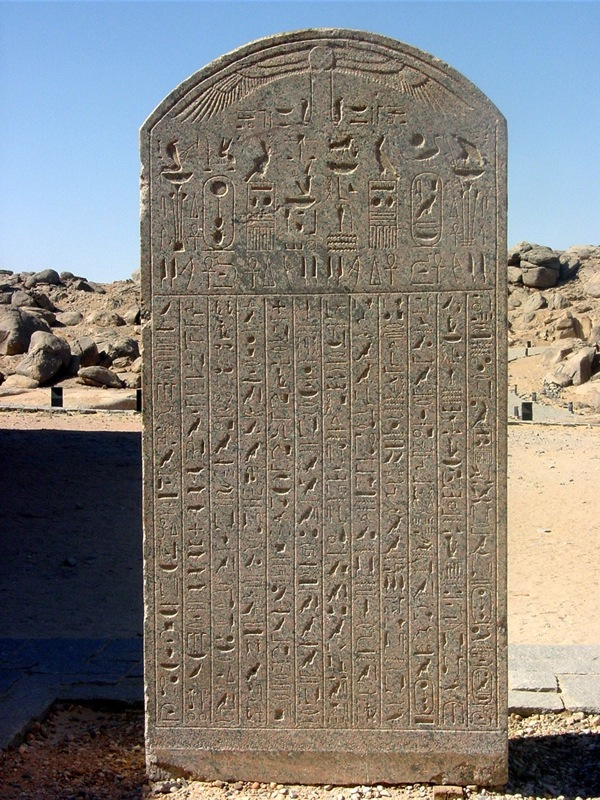
سنگ یادبود پیروزی پسامتیک دوم از کالابشا که مبارزات او علیه کوش را ثبت می‌کند

در نتیجه لشکرکشی ویرانگر پسامتیک، قدرت کوش در هم شکسته شد و پادشاهان آن از آسپلتا به بعد هر فرصتی را برای بازپس‌گیری کنترل مصر از دست دادند. در عوض، حاکمان نوبی تصمیم گرفتند پایتخت خود را به سمت جنوب از نپته به امن نسبی مرواه منتقل کنند. با این حال، عجیب است که به نظر نمی‌رسد پسامتیک دوم از پیروزی خود استفاده کند. سربازان او به آبشار مروارید اول عقب‌نشینی کردند و الفانتین همچنان مرز جنوبی مصر بود.
نتیجه این کارزار تخریب عمدی بناهای متعلق به پادشاهان کوشی در مصر با حذف کردن نام آنها و نشان‌های سلطنتی از مجسمه‌ها و نقش برجسته‌ها بود. بعدها، در سال ۵۹۱ پیش از میلاد، در چهارمین سال سلطنت خود، پسامتیک دوم لشکرکشی به فلسطین «برای برانگیختن یک شورش عمومی منطقه شام علیه بابلی‌ها» که شامل صدقیا از پادشاهی یهودا نیز بود، راه‌اندازی کرد.

## بناهای تاریخی
پسامتیک دوم در سلطنت کوتاه ۶ ساله خود، هم یک فرعون جنگجو و هم یک سازنده پرکار بود. معبد سائیسی قابل توجهی احتمالاً توسط پسامتیک دوم و پسرش آپریس در روستای المهالا الکبری ساخته شده‌است که در فاصله مساوی از Sebennytos و Behbeit El-Hagar در دلتای نیل پایین قرار دارد. مقامات اعزامی ناپلئون به مصر «تعداد خارق‌العاده‌ای از عناصر ساختمانی فراعنه از گرانیت و فیروزه را که در ساختمان‌های مدرن استفاده می‌شوند» مشاهده کردند. این کشف متعاقباً توسط Nestor L'Hôte در سال ۱۸۲۸ تأیید شد که بیش از ۱۲۰ ستون گرانیتی را که تنها در مسجد این روستا ساخته شده بودند، شمارش کرد. یک قطعه گرانیت قرمز به طول ۱٫۸ متر با نام پسامتیک دوم و لنگه دری از آپریس نیز در محله الکبری دیده شد.
در زمان سلطنت پسامتیک دوم، یک جفت ابلیسک به ارتفاع بیش از ۲۱٫۷۹ متر در معبد هلیوپولیس ساخته شد. اولین امپراتور روم، آگوستوس، بعدها یکی از ابلیسک‌ها را که امروزه به نام ابلیسک مونتسیتوریو شناخته می‌شود، (که احتمالاً توسط مهاجمان ایرانی در سال ۵۲۵ پیش از میلاد به پایین پرتاب شده بود) را در سال ۱۰ پیش از میلاد به روم آورد. پسامتیک دوم همچنین یک بنا در جزیره فیله ساخت. این بنا امروز «نماینده قدیمی‌ترین بنای تاریخی شناخته شده در جزیره» است و «از یک ردیف دوتایی از چهار ستون تشکیل شده‌است که با دیوارهای صفحه‌ای به هم متصل شده‌اند.»

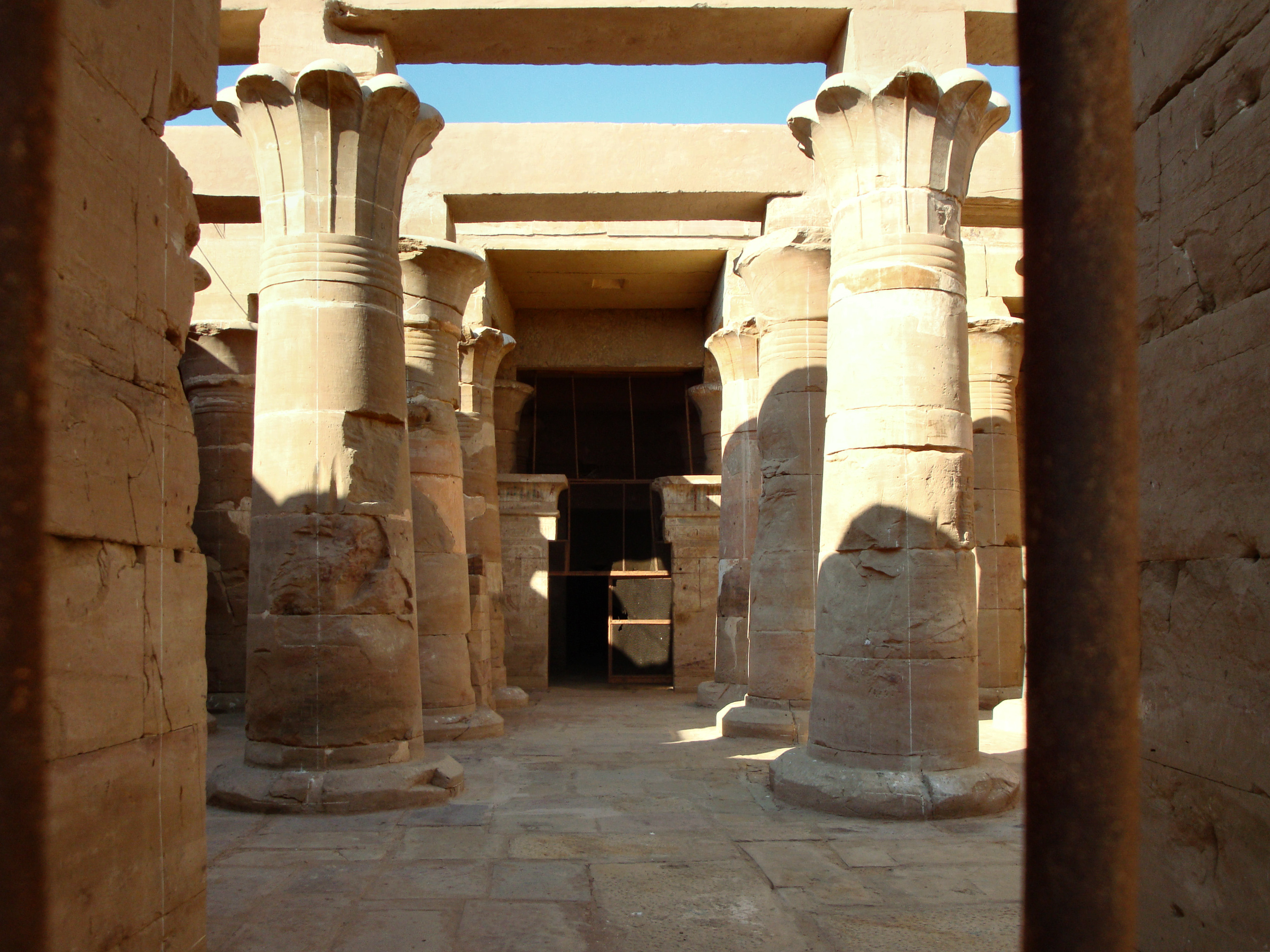
معبد هیبیس توسط پسامتیک دوم در واحه خارگا تأسیس شد.

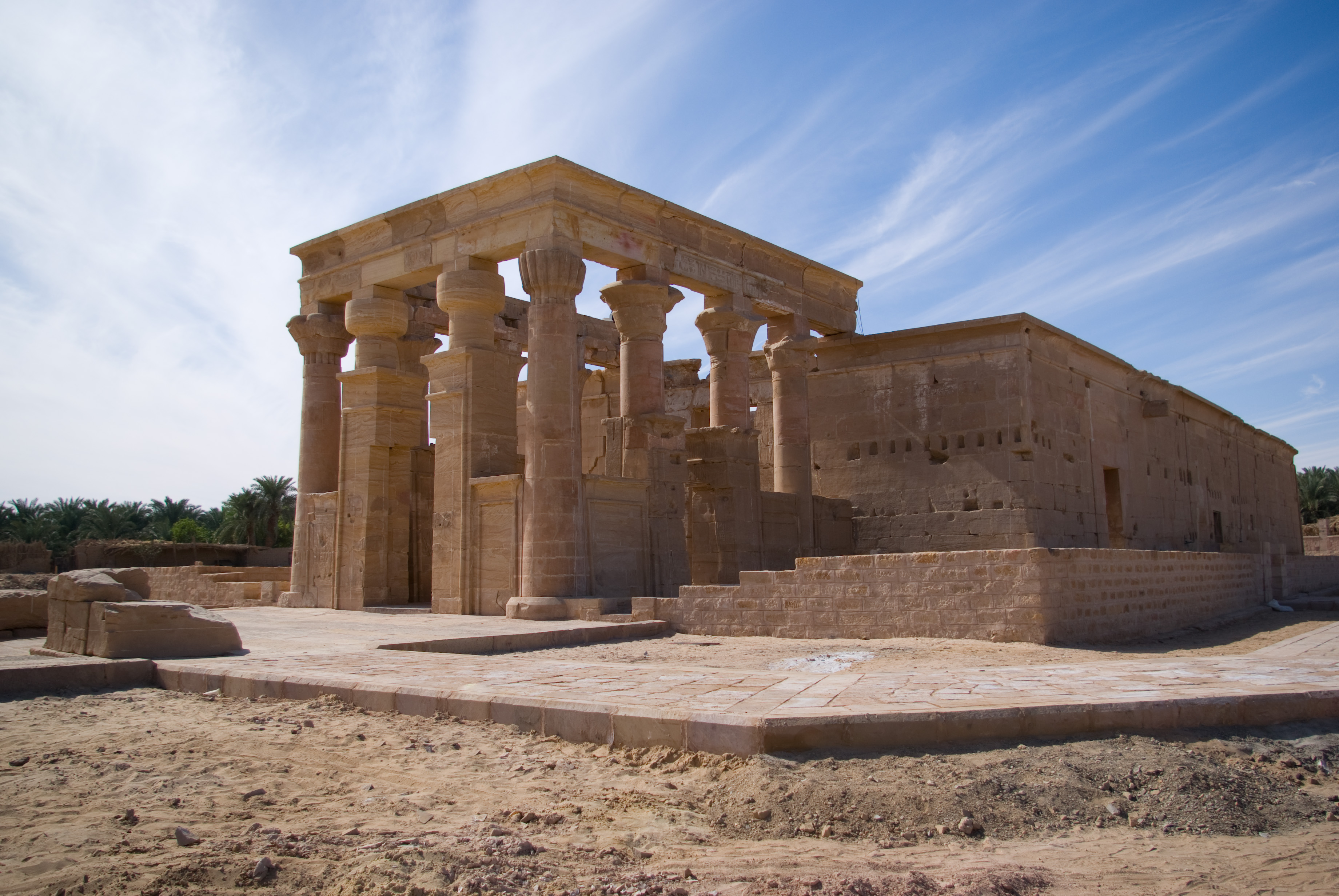
نمای دیگری از معبد بازسازی شده هیبیس در واحه خارگا در دسامبر ۲۰۰۸.

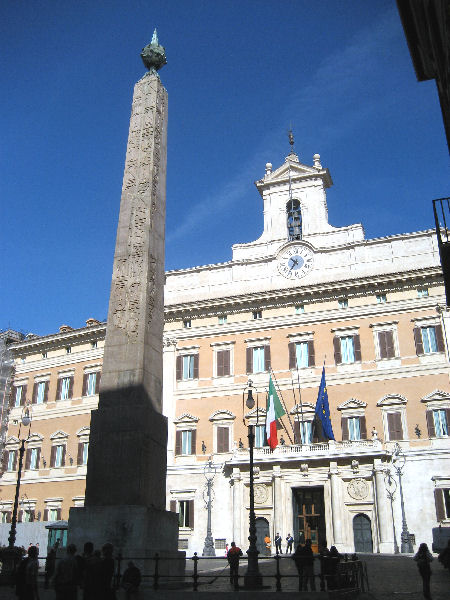
ابلیسک پسامتیک دوم، که اکنون ابلیسک مونتسیتوریو نامیده می‌شود، به عنوان ساعت آفتابی رومی، معروف Horologium Augusti، در رم استفاده می‌شود. در پس‌زمینه ساختمان مجلس نمایندگان ایتالیا قرار دارد.

یک پرونائو با چهار ستون دسته پاپیروس و دیوارهای صفحه. در طول ساخت پرونائو، دیوارهای جانبی برای افزودن یک حیاط گسترش یافت. با این حال، این گسترش تنها در سلسله ۳۰ (توسط نکتانبو یکم و نکتانبو دوم انجام شد) هشت ستون پاپیروس پرونائو هنوز هم نوع باز و زنگوله‌ای شکل پادشاهی جدید را نشان می‌دهد.
یک دروازه ماسه سنگی عظیم از طریق یک دیوار محوطه بیرونی هنوز تقریباً ۵ متر ارتفاع دارد و در دوره بطلمیوسی یا رومی ساخته شده‌است. کتیبه‌ها و فرمان‌های زیادی در مورد موضوعات مختلف مانند مالیات، ارث، نظام دادگاه و حقوق زنان بر روی دروازه حک شده بود که اولین متن آن به سال ۴۹ پس از میلاد بازمی‌گردد.
معبد پسامتیک دوم در هیبیس تا سال ۱۸۳۲ کاملاً حفظ شد تا اینکه سقف آن و بخش‌هایی از معبد برای ساخت یک کارخانه آلومینیوم برداشته شد. تنها کار حفاری توسط موزه متروپولیتن هنر در سال‌های ۱۹۱۰–۱۹۱۱ و مرمت‌هایی که توسط سرویس آثار باستانی مصر انجام شد، از زوال آن جلوگیری کرد. امروزه، معبد هیبیس - همراه با اوراکل یا آمونیون سیوا - به عنوان «بهترین معبد حفظ شده و مستند در اوایل دوره متاخر مصر باقی مانده‌است و بنابراین یک بنای اولیه برای تاریخ ساختمان [معبد مصر] است.»

## جانشین
هنگامی که پسامتیک دوم در سال ۵۸۹ پیش از میلاد درگذشت، شاهزاده آپریس که پسرش از ملکه تاخویت، شاهزاده آتریبیس بود، جانشین او شد. پسامتیک و ملکه تاخویت همچنین پدر و مادر Menekhubaste، کشیش آتوم در هلیوپولیس، و عنخنس‌نفریب‌رع، همسر خدای آمون بودند که تا پایان دوره سائیس در سال ۵۲۵ پیش از میلاد، زمانی که مصر توسط پارسیان فتح شد، در این دربار قدرتمند در مصر علیا خدمت می‌کرد. تاریخ مرگ پسامتیک دوم در سنگ یادبود فرزندخواندگی عنخنس‌نفریب‌رع ذکر شده‌است: سال هفتم، روز ۲۳ اول آخت